# Robert Taylor (calciatore 1994)
Robert Thomas Taylor (Kuopio, 21 ottobre 1994) è un calciatore finlandese con cittadinanza britannica, centrocampista dell'Austin FC e della nazionale finlandese.

## Biografia
Suo padre Paul è un ex calciatore inglese con un passato nel campionato finlandese, avendo vestito la maglia del KuPS e di altre squadre tra la fine degli anni '80 e gli anni '90.

## Carriera

### Club
La sua carriera, sia a livello giovanile che senior, è iniziata tra la Finlandia e l'Inghilterra. Il primo vero impiego con continuità è iniziato nel 2013 a 19 anni con le prime partite disputate in Veikkausliiga con i colori del JJK, dopo un periodo iniziale estivo trascorso in prestito alla squadra satellite FC Villiketut. Il JJK al termine di quell'anno è retrocesso in Ykkönen, ma Taylor è rimasto in squadra fino al dicembre 2015.
Nel gennaio 2016, quando già da qualche mese era entrato nel giro dell'Under-21 finlandese, Taylor è diventato un giocatore del RoPS, club che si era appena laureato vice campione di Finlandia. Il 4 luglio 2017 è stato ufficializzato il suo passaggio agli svedesi dell'AIK con un contratto valido fino al 31 dicembre 2020. In squadra stavano militando già due connazionali, l'attaccante Eero Markkanen e il difensore Sauli Väisänen.
Il 28 marzo 2018 è passato ufficialmente in prestito ai norvegesi del Tromsø: la nuova squadra si è riservata un'opzione per l'acquisto a titolo definitivo del calciatore. Il 31 agosto successivo è stato riscattato dalla compagine norvegese. Nella stagione 2020 è passato al Brann, dove ha militato per due stagioni, mentre l'11 febbraio 2022 è stato acquistato dalla squadra militante nella MLS dell'Inter Miami.

### Nazionale
Taylor ha rappresentato la Finlandia a livello Under-17, Under-19, Under-20 e Under-21. Per quanto concerne quest'ultima selezione, ha giocato la prima partita nelle qualificazioni al campionato europeo 2017 in data 2 settembre 2016: è subentrato a Matej Hrádecký nella sconfitta per 0-1 partita a domicilio contro l'Austria.
Il 9 gennaio 2017 ha debuttato in Nazionale maggiore, sostituendo Petteri Forsell nella vittoria per 0-1 contro il Marocco, in una partita amichevole disputata ad al-'Ayn.

## Statistiche

### Presenze e reti nei club
Statistiche aggiornate al 2 marzo 2025.
| Stagione           | Club               | Campionato         | Campionato | Campionato | Coppe nazionali | Coppe nazionali | Coppe nazionali | Coppe continentali | Coppe continentali | Coppe continentali | Supercoppe | Supercoppe | Supercoppe | Totale | Totale |
| Stagione           | Club               | Comp               | Pres       | Reti       | Comp            | Pres            | Reti            | Comp               | Pres               | Reti               | Comp       | Pres       | Reti       | Pres   | Reti   |
| ------------------ | ------------------ | ------------------ | ---------- | ---------- | --------------- | --------------- | --------------- | ------------------ | ------------------ | ------------------ | ---------- | ---------- | ---------- | ------ | ------ |
| gen.-lug. 2011     | Huima              | Ko                 | 1          | 0          | CF              | ?               | ?               | -                  | -                  | -                  | -          | -          | -          | 1+     | 0+     |
| 2011-2012          | Lincoln City       | FC                 | 0          | 0          | FACup           | 0               | 0               | -                  | -                  | -                  | -          | -          | -          | 0      | 0      |
| 2012-2013          | Boston Town        | UCP                | 1          | 0          | -               | -               | -               | -                  | -                  | -                  | -          | -          | -          | 1      | 0      |
| ago.-dic. 2013     | JJK                | VL                 | 11         | 1          | CF+CdL          | ?               | ?               | -                  | -                  | -                  | -          | -          | -          | 11+    | 1+     |
| 2014               | JJK                | Y                  | 18         | 3          | CF+CdL          | ?               | ?               | -                  | -                  | -                  | -          | -          | -          | 18+    | 3+     |
| 2015               | JJK                | Y                  | 21         | 7          | CF+CdL          | ?               | ?               | -                  | -                  | -                  | -          | -          | -          | 21+    | 7+     |
| Totale JJK         | Totale JJK         | Totale JJK         | 50         | 11         |                 | ?               | ?               |                    | -                  | -                  |            | -          | -          | 50+    | 11+    |
| 2016               | RoPS               | VL                 | 31         | 11         | CF+CdL          | 1+5             | 0               | UEL                | 4                  | 0                  | -          | -          | -          | 41     | 11     |
| 2017               | RoPS               | VL                 | 10         | 3          | CF+CdL          | 4+0             | 3+0             | -                  | -                  | -                  | -          | -          | -          | 14     | 6      |
| Totale RoPS        | Totale RoPS        | Totale RoPS        | 41         | 14         |                 | 10              | 3               |                    | 4                  | 0                  |            | -          | -          | 55     | 17     |
| lug.-dic. 2017     | AIK                | A                  | 4          | 0          | CN              | 2               | 0               | UEL                | 0                  | 0                  | -          | -          | -          | 6      | 0      |
| 2018               | Tromsø             | ES                 | 27         | 4          | CN              | 3               | 0               | -                  | -                  | -                  | -          | -          | -          | 30     | 4      |
| 2019               | Tromsø             | ES                 | 28         | 4          | CN              | 3               | 0               | -                  | -                  | -                  | -          | -          | -          | 31     | 4      |
| Totale Tromsø      | Totale Tromsø      | Totale Tromsø      | 55         | 8          |                 | 6               | 0               |                    | -                  | -                  |            | -          | -          | 61     | 8      |
| 2020               | Brann              | ES                 | 30         | 6          | -               | -               | -               | -                  | -                  | -                  | -          | -          | -          | 30     | 6      |
| 2021               | Brann              | ES                 | 27+1       | 6+0        | CN              | 2               | 2               | -                  | -                  | -                  | -          | -          | -          | 30     | 8      |
| Totale Brann       | Totale Brann       | Totale Brann       | 57+1       | 12+0       |                 | 2               | 2               |                    | -                  | -                  |            | -          | -          | 60     | 14     |
| 2022               | Inter Miami        | MLS                | 34         | 3          | USOC            | 3               | 0               | -                  | -                  | -                  | -          | -          | -          | 37     | 3      |
| 2023               | Inter Miami        | MLS                | 27         | 4          | USOC            | 6               | 0               |                    | -                  | -                  | LC         | 7          | 4          | 40     | 8      |
| 2024               | Inter Miami        | MLS                | 27+1       | 5          | USOC            | 0               | 0               | CCC                | 2                  | 1                  | LC         | 2          | 0          | 32     | 6      |
| 2025               | Inter Miami        | MLS                | 2          | 0          | USOC            | 0               | 0               | CCC                | 2                  | 0                  | LC         | -          | -          | 4      | 0      |
| Totale Inter Miami | Totale Inter Miami | Totale Inter Miami | 91         | 12         |                 | 9               | 0               |                    | 4                  | 1                  |            | 9          | 4          | 113    | 17     |
| Totale             | Totale             | Totale             | 298+       | 56+        |                 | 29+             | 5+              |                    | 8                  | 1                  |            | 9          | 4          | 344+   | 66+    |

### Cronologia presenze e reti in nazionale
| Cronologia completa delle presenze e delle reti in nazionale ― Finlandia | Cronologia completa delle presenze e delle reti in nazionale ― Finlandia | Cronologia completa delle presenze e delle reti in nazionale ― Finlandia | Cronologia completa delle presenze e delle reti in nazionale ― Finlandia | Cronologia completa delle presenze e delle reti in nazionale ― Finlandia | Cronologia completa delle presenze e delle reti in nazionale ― Finlandia | Cronologia completa delle presenze e delle reti in nazionale ― Finlandia | Cronologia completa delle presenze e delle reti in nazionale ― Finlandia |
| Data                                                                     | Città                                                                    | In casa                                                                  | Risultato                                                                | Ospiti                                                                   | Competizione                                                             | Reti                                                                     | Note                                                                     |
| ------------------------------------------------------------------------ | ------------------------------------------------------------------------ | ------------------------------------------------------------------------ | ------------------------------------------------------------------------ | ------------------------------------------------------------------------ | ------------------------------------------------------------------------ | ------------------------------------------------------------------------ | ------------------------------------------------------------------------ |
| 9-1-2017                                                                 | al-'Ayn                                                                  | Marocco                                                                  | 0 – 1                                                                    | Finlandia                                                                | Amichevole                                                               | -                                                                        | 56’ 86’                                                                  |
| 13-1-2017                                                                | Abu Dhabi                                                                | Slovenia                                                                 | 2 – 0                                                                    | Finlandia                                                                | Amichevole                                                               | -                                                                        | 60’                                                                      |
| 11-1-2018                                                                | Abu Dhabi                                                                | Giordania                                                                | 1 – 2                                                                    | Finlandia                                                                | Amichevole                                                               | -                                                                        | 58’                                                                      |
| 26-3-2018                                                                | Belek                                                                    | Finlandia                                                                | 5 – 0                                                                    | Malta                                                                    | Amichevole                                                               | -                                                                        | 46’                                                                      |
| 5-6-2018                                                                 | Ploiești                                                                 | Romania                                                                  | 2 – 0                                                                    | Finlandia                                                                | Amichevole                                                               | -                                                                        | 76’                                                                      |
| 8-9-2018                                                                 | Tampere                                                                  | Finlandia                                                                | 1 – 0                                                                    | Ungheria                                                                 | UEFA Nations League 2018-2019 - 1º turno                                 | -                                                                        | 85’                                                                      |
| 18-11-2018                                                               | Budapest                                                                 | Ungheria                                                                 | 2 – 0                                                                    | Finlandia                                                                | UEFA Nations League 2018-2019 - 1º turno                                 | -                                                                        | 74’                                                                      |
| 8-1-2019                                                                 | Doha                                                                     | Finlandia                                                                | 1 – 0                                                                    | Svezia                                                                   | Amichevole                                                               | -                                                                        | 54’ 69’                                                                  |
| 11-1-2019                                                                | Doha                                                                     | Estonia                                                                  | 2 – 1                                                                    | Finlandia                                                                | Amichevole                                                               | -                                                                        |                                                                          |
| 26-3-2019                                                                | Erevan                                                                   | Armenia                                                                  | 0 – 2                                                                    | Finlandia                                                                | Qual. Euro 2020                                                          | -                                                                        | 87’                                                                      |
| 6-9-2020                                                                 | Dublino                                                                  | Irlanda                                                                  | 0 – 1                                                                    | Finlandia                                                                | UEFA Nations League 2020-2021 - 1º turno                                 | -                                                                        |                                                                          |
| 7-10-2020                                                                | Danzica                                                                  | Polonia                                                                  | 5 – 1                                                                    | Finlandia                                                                | Amichevole                                                               | -                                                                        | 46’                                                                      |
| 11-10-2020                                                               | Helsinki                                                                 | Finlandia                                                                | 2 – 0                                                                    | Bulgaria                                                                 | UEFA Nations League 2020-2021 - 1º turno                                 | 1                                                                        | 74’                                                                      |
| 14-10-2020                                                               | Helsinki                                                                 | Finlandia                                                                | 1 – 0                                                                    | Irlanda                                                                  | UEFA Nations League 2020-2021 - 1º turno                                 | -                                                                        |                                                                          |
| 11-11-2020                                                               | Saint-Denis                                                              | Francia                                                                  | 0 – 2                                                                    | Finlandia                                                                | Amichevole                                                               | -                                                                        | 75’                                                                      |
| 15-11-2020                                                               | Sofia                                                                    | Bulgaria                                                                 | 1 – 2                                                                    | Finlandia                                                                | UEFA Nations League 2020-2021 - 1º turno                                 | -                                                                        | 68’                                                                      |
| 18-11-2020                                                               | Cardiff                                                                  | Galles                                                                   | 3 – 1                                                                    | Finlandia                                                                | UEFA Nations League 2020-2021 - 1º turno                                 | -                                                                        |                                                                          |
| 28-3-2021                                                                | Kiev                                                                     | Ucraina                                                                  | 1 – 1                                                                    | Finlandia                                                                | Qual. Mondiali 2022                                                      | -                                                                        | 76’                                                                      |
| 31-3-2021                                                                | San Gallo                                                                | Svizzera                                                                 | 3 – 2                                                                    | Finlandia                                                                | Amichevole                                                               | -                                                                        |                                                                          |
| 4-6-2021                                                                 | Helsinki                                                                 | Finlandia                                                                | 0 – 1                                                                    | Estonia                                                                  | Amichevole                                                               | -                                                                        | 62’                                                                      |
| 1-9-2021                                                                 | Helsinki                                                                 | Finlandia                                                                | 0 – 0                                                                    | Galles                                                                   | Amichevole                                                               | -                                                                        | 64’                                                                      |
| 4-9-2021                                                                 | Helsinki                                                                 | Finlandia                                                                | 1 – 0                                                                    | Kazakistan                                                               | Qual. Mondiali 2022                                                      | -                                                                        | 76’                                                                      |
| 12-10-2021                                                               | Astana                                                                   | Kazakistan                                                               | 0 – 2                                                                    | Finlandia                                                                | Qual. Mondiali 2022                                                      | -                                                                        | 90+1’                                                                    |
| 16-11-2021                                                               | Helsinki                                                                 | Finlandia                                                                | 0 – 2                                                                    | Francia                                                                  | Qual. Mondiali 2022                                                      | -                                                                        | 72’                                                                      |
| 4-6-2022                                                                 | Helsinki                                                                 | Finlandia                                                                | 1 – 1                                                                    | Bosnia ed Erzegovina                                                     | UEFA Nations League 2022-2023 - 1º turno                                 | -                                                                        | 61’                                                                      |
| 14-6-2022                                                                | Zenica                                                                   | Bosnia ed Erzegovina                                                     | 3 – 2                                                                    | Finlandia                                                                | UEFA Nations League 2022-2023 - 1º turno                                 | -                                                                        | 82’                                                                      |
| 17-11-2022                                                               | Skopje                                                                   | Macedonia del Nord                                                       | 1 – 1                                                                    | Finlandia                                                                | Amichevole                                                               | -                                                                        | 72’                                                                      |
| 26-3-2023                                                                | Belfast                                                                  | Irlanda del Nord                                                         | 0 – 1                                                                    | Finlandia                                                                | Qual. Euro 2024                                                          | -                                                                        | 87’                                                                      |
| 19-6-2023                                                                | Helsinki                                                                 | Finlandia                                                                | 6 – 0                                                                    | San Marino                                                               | Qual. Euro 2024                                                          | -                                                                        | 60’                                                                      |
| 7-9-2023                                                                 | Astana                                                                   | Kazakistan                                                               | 0 – 1                                                                    | Finlandia                                                                | Qual. Euro 2024                                                          | -                                                                        | 85’                                                                      |
| 10-9-2023                                                                | Helsinki                                                                 | Finlandia                                                                | 0 – 1                                                                    | Danimarca                                                                | Qual. Euro 2024                                                          | -                                                                        | 84’                                                                      |
| 17-10-2023                                                               | Helsinki                                                                 | Finlandia                                                                | 1 – 2                                                                    | Kazakistan                                                               | Qual. Euro 2024                                                          | 1                                                                        | 77’                                                                      |
| 17-11-2023                                                               | Helsinki                                                                 | Finlandia                                                                | 4 – 0                                                                    | Irlanda del Nord                                                         | Qual. Euro 2024                                                          | -                                                                        | 72’                                                                      |
| 20-11-2023                                                               | Serravalle                                                               | San Marino                                                               | 1 – 2                                                                    | Finlandia                                                                | Qual. Euro 2024                                                          | -                                                                        |                                                                          |
| Totale                                                                   |                                                                          | Presenze                                                                 | 34                                                                       |                                                                          | Reti                                                                     | 2                                                                        |                                                                          |

## Palmarès

### Competizioni internazionali
- Leagues Cup: 1

Inter Miami: 2023

### Competizioni nazionali
- MLS Supporters' Shield: 1

Inter Miami: 2024